# Константиновский, Владимир Семёнович
Константи́новский Влади́мир Семёнович (2 июня 1906, дер. Водяная Херсонского уезда Херсонской губернии Российской империи — 17 сентября 1988, Москва) — советский педагог, хореограф и балетмейстер, основоположник и пропагандист детской хореографии в России, заслуженный деятель искусств РСФСР.

## Биография
Владимир Семёнович Константиновский родился в 1906 году в деревне Водяная Херсонского уезда Херсонской губернии Российской империи, ныне село Водяно-Лорино Еланецкого района Николаевской области Украины. В 1918 году наряду с обычной школой он проходил обучение в балетной школе при Одесском музыкальном училище. С 1921 года он начал самостоятельно вести танцевальные кружки при детском доме для беспризорных детей. В 1923—1925 годах работал артистом балета в Одесском театре. В 1925 году переехал в город Николаев, где руководил балетной студией при Дворце культуры водников. В 1927 году он был приглашён на должность педагога-балетмейстера в Николаевский государственный театр юного зрителя. В этом же году, работая в театре, он поступил в Николаевский судостроительный институт, который окончил в 1933 году.
После окончания института В. С. Константиновский переехал в Москву и начал работу в Московском городском доме художественного воспитания детей в должности руководителя отдела и методиста города Москвы по хореографии детских самодеятельных коллективов, а с 1936 года — в только что основанном Московском городском Доме пионеров и октябрят. Здесь им была организована хореографическая школа, которая фактически являлась филиалом балетного училища Государственного Академического Большого театра СССР.
28 июня 1941 года Владимир Семёнович ушёл добровольцем на фронт и был зачислен бойцом-добровольцем 1287-го стрелкового полка 110-й дивизии народного ополчения. В тяжёлых боях под Наро-Фоминском осенью 1941 г. В. С. Константиновский был тяжело ранен и в 1943 г. комиссован.
Он вернулся в Москву и продолжил работу в Центральном городском Доме пионеров художественным руководителем танцевальных групп пионерского ансамбля песни и пляски. В том же году художественный руководитель Государственного ансамбля народного танца СССР Игорь Александрович Моисеев пригласил В. С. Константиновского для организации и руководства школой по подготовке танцевальных кадров для ансамбля, или, как иначе эту группу называли, — вспомогательный состав артистов ансамбля. В школе Моисеева Владимир Семёнович проработал 7 лет.
В 1958 г. В. С. Константиновский ушёл из дворца пионеров и создал новый ансамбль при Клубе шоферов. Осенью 1960 года, после постановки Константиновским танца под названием «Школьные годы» на музыку известной одноименной песни Д. Б. Кабалевского, который стал фактически постоянной заставкой коллектива, его фирменным знаком, Владимир Семёнович, получив согласие композитора, решил дать новое название ансамблю, и с той поры он стал именоваться ансамблем «Школьные годы».
Владимир Семёнович стал постановщиком более пятидесяти уникальных танцевальных картинок, сюит, плясок, зарисовок, посвящённых детским, человеческим отношениям в жизни, в том числе и в историческом контексте.
За долгие годы работы с детьми В. С. Константиновский выработал собственные педагогические взгляды, методику, понимание целей и задач детской танцевально-исполнительской культуры. Свой опыт он изложил в книге «Учить прекрасному» (1973 г.).
Владимир Семёнович не ставил своей целью воспитание профессиональных танцоров, но для многих занятия у Константиновского сыграли решающую роль в выборе профессии. Его ученики — Владимир Викторович Васильев, Григорий Анатольевич Захаров, Николай Петрович Степанов и другие впоследствии танцевали на сцене Большого театра, в Ансамбле народного танца имени Игоря Моисеева, в ансамбле «Берёзка», Ансамбле песни и пляски Российской армии имени А. В. Александрова, хоре имени Пятницкого и других профессиональных танцевальных коллективах. Михаил Степанович Кисляров и Марина Григорьевна Голуб посвятили свою жизнь театру. Многие ученики В. С. Константиновского создали свои детские танцевальные коллективы и преподают в них. Александр Филиппов многие годы возглавлял ансамбль «Калинка», Анатолий Рязанов — художественный руководитель ансамбля «Юный Зиловец», Марина Горохова — художественный руководитель ансамбля «Светлячок», Инна Суркова (Гонитель) — художественный руководитель ансамбля «Огонёк», Ирина Миленина (Галкина) художественный руководитель детского хореографического ансамбля «Дружба» ЦРТДиЮ им. А. В. Косарева — всё это ученики Владимира Семёновича.
В 1976 году при участии В. С. Константиновского был создан детский хореографический ансамбль «Ритмы детства», которым в настоящее время руководят заслуженные работники культуры России Татьяна Шалобасова и участник ансамбля «Школьные годы» Владимир Миллер. В репертуаре этого коллектива бережно сохранены многие танцевальные постановки В. С. Константиновского.
В 1985 году награждён орденом Отечественной войны I степени.